# Universiteit van Oost-Finland
De Universiteit van Oost-Finland (Fins: Itä-Suomen yliopisto (ISY), Engels: University of Eastern Finland (UEF)) is een universiteit in de Finse steden Joensuu, Kuopio en Savonlinna.
Deze werd in 2010 gevormd door een fusie van twee universiteiten: Universiteit van Joensuu en de Universiteit van Kuopio.
De kleinste campus ligt in Savonlinna. De campuslocaties liggen ongeveer 130 kilometer van elkaar.

## Faculteiten
- Wijsbegeerte (Joensuu, Savonlinna)
- Natuurwetenschappen en bosbouw (Joensuu, Kuopio)
- Gezondheidswetenschappen (Kuopio)
- Sociale wetenschappen en bedrijfskunde (Joensuu, Kuopio, Savonlinna)